# Ivan Samarin

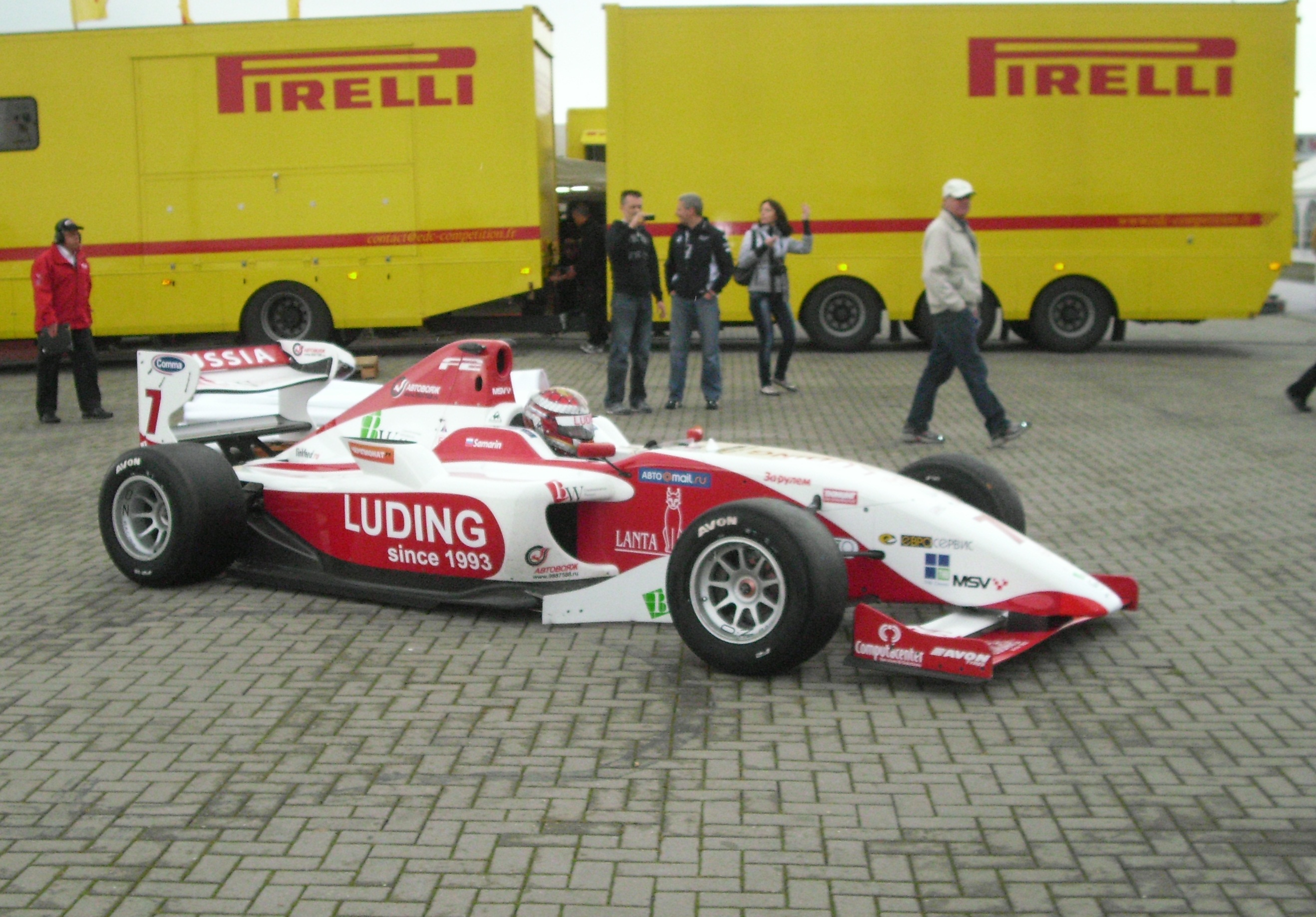
Ivan Samarin i FIA Formula Two Championship 2010.

Ivan Aleksejevitj Samarin (ryska: Иван Алексеевич Самарин), född 7 september 1988 i Moskva, är en rysk racerförare.

## Racingkarriär
Samarin tävlade i karting mellan 1998 och 2003. Mellan 2004 och 2008 tävlade han i sitt hemland inom formelbilsracing. Han vann där Formula 1600 Russia två gånger och blev tvåa i Formula RUS en gång. År 2008 körde han för första gången utanför Ryssland. Det blev två tävlingar i Finländska Formel 3, där han kom på pallen en gång, och två i Formula 3 North European Zone. Samma år blev han även tvåa i Ryska Formel 3, med totalt fyra segrar.
Det blev inget tävlande över huvud taget 2009, då han hade sponsorproblem. 
Under 2010 tävlade Samarin i FIA Formula Two Championship och slutade totalt tolva, med en tredjeplats på Brands Hatch som bäst. Han flyttade sedan ned till ATS Formel 3 Cup 2011.
| År                                               | Klass/Mästerskap              | Team                                 | Bil                                                                   | Totalt/poäng   | Bästa placering              |
| ------------------------------------------------ | ----------------------------- | ------------------------------------ | --------------------------------------------------------------------- | -------------- | ---------------------------- |
| 2004                                             | Formula RUS                   | Lukoil Racing Junior Team            | AKKC FR 02/2 (Alfa Romeo)                                             | 4:a/44p        | ?                            |
| 2005                                             | Formula RUS                   | Lukoil Racing Junior Team            | AKKC FR 02/2 (Alfa Romeo)                                             | 2:a/55p        | ?                            |
| 2006                                             | Formula 1600 Russia           | Istok Art-Line Racing                | ArtTech F1605                                                         | 1:a/79p        | ?                            |
| 2007                                             | Formula 1600 Russia           | Istok Art-Line Racing                | ArtTech F1607                                                         | 1:a/186p       | Fem segrar                   |
| 2008                                             | Ryska F3-mästerskapet         | Art-Line Engineering AKM Racing Team | ArtTech F24 (FIAT Novamotor) Dallara F399 (Lada) ArtTech F1605 (Lada) | 2:a/129p       | Fyra segrar                  |
| 2008                                             | Finländska F3-mästerskapet    | Art-Line Engineering                 | ArtTech F24 (FIAT Novamotor)                                          | 12:a/32p       | ?                            |
| 2008                                             | Formula 3 North European Zone | Art-Line Engineering                 | ArtTech F24 (FIAT Novamotor)                                          | 7:a/14p        | ?                            |
| 2008                                             | Formula 1600 Russia           | ?                                    | ?                                                                     | -/0p           | ?                            |
| 2010                                             | FIA Formula Two Championship  | Luding (huvudsponsor)                | Williams JPH1B F2 (Audi)                                              | 12:a/64p       | 3:a på Brands Hatch (Race 1) |
| 2011                                             | ATS Formel 3 Cup              | STROMOS ArtLine                      | Arttech F242 (OPC Challenge)                                          | säsongen pågår | säsongen pågår               |
| 2011                                             | ATS Formel 3 Cup - Trophy     | STROMOS ArtLine                      | Arttech F242 (OPC Challenge)                                          | säsongen pågår | säsongen pågår               |
| Senast uppdaterad: 2011-05-26 (4951 dagar sedan) |                               |                                      |                                                                       |                |                              |